# 궁지에 몰린 쥐는 치즈 꿈을 꾼다
궁지에 몰린 쥐는 치즈 꿈을 꾼다(일본어: 窮鼠はチーズの夢を見る)는 미즈시로 세토나 작화의 일본 만화 시리즈이다. 여성 만화 잡지 주디(Judy)를 통해 2005년부터 2006년까지 연재되었다. 이 책의 후속편(俎上の鯉は二度跳ねる)이 1권 출시되었다.
실사화 영화가 2020년 9월 11일 출시되었다.

## 영화
궁지에 몰린 쥐는 치즈 꿈을 꾼다(窮鼠はチーズの夢を見る, The Cornered Mouse Dreams of Cheese)는 일본에서 제작된 유키사다 이사오 감독의 2020년 드라마, 멜로/로맨스 영화이다. 오쿠라 타다요시 등이 주연으로 출연하였다.

### 출연

#### 주연
- 오쿠라 타다요시 : 오토모 쿄이치 역
- 나리타 료 : 이마기세 와타루 역

### 기타
- 수입사 :  미디어캐슬